# Boston Celtics 1969-1970
La stagione 1969-70 dei Boston Celtics fu la 24ª nella NBA per la franchigia.
I Boston Celtics arrivarono sesti nella Eastern Division con un record di 34-48, non qualificandosi per i play-off.

## Roster
| N° | Naz.                   | Ruolo | Sportivo        | Anno | Alt. | Peso |
| -- | ---------------------- | ----- | --------------- | ---- | ---- | ---- |
| 7  | Stati Uniti (bandiera) | G     | Em Bryant       | 1938 | 185  | 79   |
| 10 | Stati Uniti (bandiera) | G     | Jo Jo White     | 1946 | 191  | 86   |
| 11 | Stati Uniti (bandiera) | AC    | Steve Kuberski  | 1947 | 203  | 98   |
| 12 | Stati Uniti (bandiera) | G     | Don Chaney      | 1946 | 196  | 95   |
| 16 | Stati Uniti (bandiera) | A     | Satch Sanders   | 1938 | 198  | 95   |
| 17 | Stati Uniti (bandiera) | GA    | John Havlicek   | 1940 | 196  | 92   |
| 18 | Stati Uniti (bandiera) | A     | Bailey Howell   | 1937 | 201  | 95   |
| 19 | Stati Uniti (bandiera) | A     | Don Nelson      | 1940 | 198  | 95   |
| 20 | Stati Uniti (bandiera) | A     | Larry Siegfried | 1939 | 191  | 86   |
| 26 | Stati Uniti (bandiera) | C     | Rich Johnson    | 1946 | 201  | 95   |
| 27 | Stati Uniti (bandiera) | C     | Rich Niemann    | 1946 | 213  | 111  |
| 28 | Stati Uniti (bandiera) | AC    | Jim Barnes      | 1941 | 203  | 95   |
| 29 | Stati Uniti (bandiera) | C     | Hank Finkel     | 1942 | 213  | 109  |

## Staff tecnico
- Allenatore: Tom Heinsohn
- Preparatore atletico: Joe DeLauri